# Frekvensspektrum

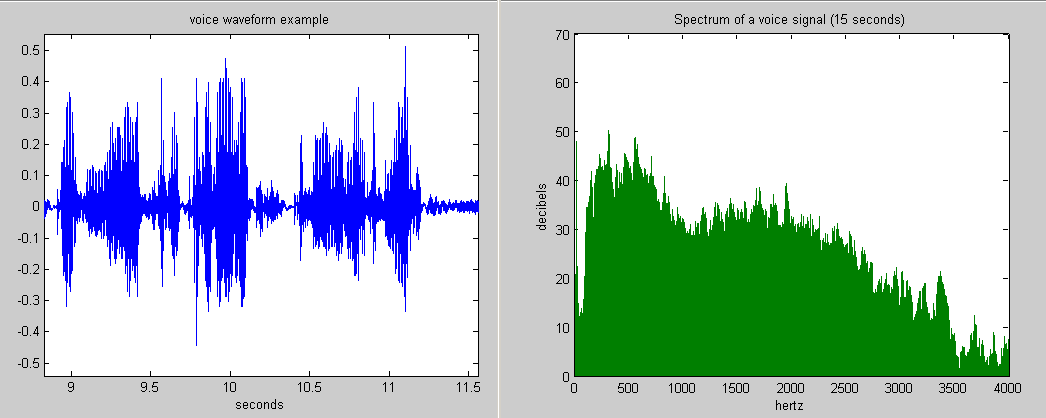
Exempel på talsignal i tidsdomän och frekvensdomän

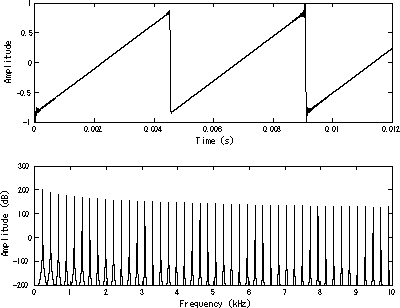
En sågtandskurva avbildad överst i tidsdomän och underst i frekvensdomän

Frekvensspektrum: fördelning av amplituder som en funktion av frekvensen hos vågorna i en signal.

## Radioteknik
Mer specifikt inom radiotekniken pratar man om ett frekvensspektrum som ett avgränsat område med frekvenser där man får lov att sända en viss typ av radiomeddelanden – en slags bandbredd med andra ord.
Exempelvis är frekvenserna mellan 88 och 108 MHz i de flesta länder dedikerade för rundradiosändningar av FM-typ.
Eftersom radiofrekvenser är ändliga naturresurser, har de flesta länder någon form av myndighet för att dela ut tillstånd att få använda frekvenser inom ett visst frekvensspektrum till ett visst ändamål. Denna myndighet har inte bara att se till att det egna landets frekvenser används på ett effektivt sätt, utan även koordinera dessa med andra länders; dels för att inte sändare ska störa varandra i gränstrakterna, men även för att utrustning med radiosändare ska kunna användas i flera länder – till exempel mobiltelefoner, TV-mottagare, m.m.